# 納伊姆·卡西姆
納伊姆·卡西姆（羅馬化：Naim Qassem；1953年—），黎巴嫩伊斯兰教什葉派教士，現任武裝政治組織真主黨的總書記，亦曾擔任真主黨的副總書記。
在2024年9月27日和2024年10月3日，哈桑·纳斯鲁拉與被認定為接任總書記的哈希姆·薩菲丁相繼被以色列空襲而死，随后接任總書記一職。

## 生平
卡西姆在1953年出生於納巴泰省菲拉村的一個什葉派家庭。他曾學習神學，其導師是大阿亞圖拉穆罕默德·侯賽因·法德拉拉。他在黎巴嫩大學獲得化學學士學位。

## 事蹟
卡西姆是1970年代成立的黎巴嫩穆斯林學生聯盟的創始成員之一。他加入由伊瑪目穆薩·薩德爾領導的阿邁勒運動。卡西姆從1974年到1988年擔任伊斯蘭宗教教育協會的負責人。他還曾擔任穆斯塔法學校的顧問。
卡西姆參與真主黨的創黨活動。1991年，他成為真主黨副總書記。
2009年，穆斯塔法·巴德雷丁接替伊邁德·穆格尼耶成為真主黨軍事力量負責人。卡西姆對此不表贊同，他更支持他的親戚薩米爾·謝哈德擔任此職位。

### 真主黨總書記
2024年10月，真主黨推舉卡西姆為總書記，接任被以色列空襲而死的納斯魯拉。

## 著作
2006年，卡西姆出版《真主黨：內幕故事》一書，ISBN 9780863565175。2011年8月，他出席該書第八版的發布會，並在會上表示：「曾有數十億美元的資助提議給我們，用以重建受困的南黎巴嫩，條件是我們交出武器並停止抵抗運動。但我們回絕了，我們不需要這些資金，無論結果如何，抵抗運動將繼續下去。」

## 外部鏈結
- 官方網站 （页面存档备份，存于）

- 维基共享资源上的相關多媒體資源：納伊姆·卡西姆

| 政党职务             | 政党职务              | 政党职务 |
| -------------------- | --------------------- | -------- |
| 前任： 哈桑·纳斯鲁拉 | 真主黨總書記 2024年－ | 現任     |